# فروش همسر

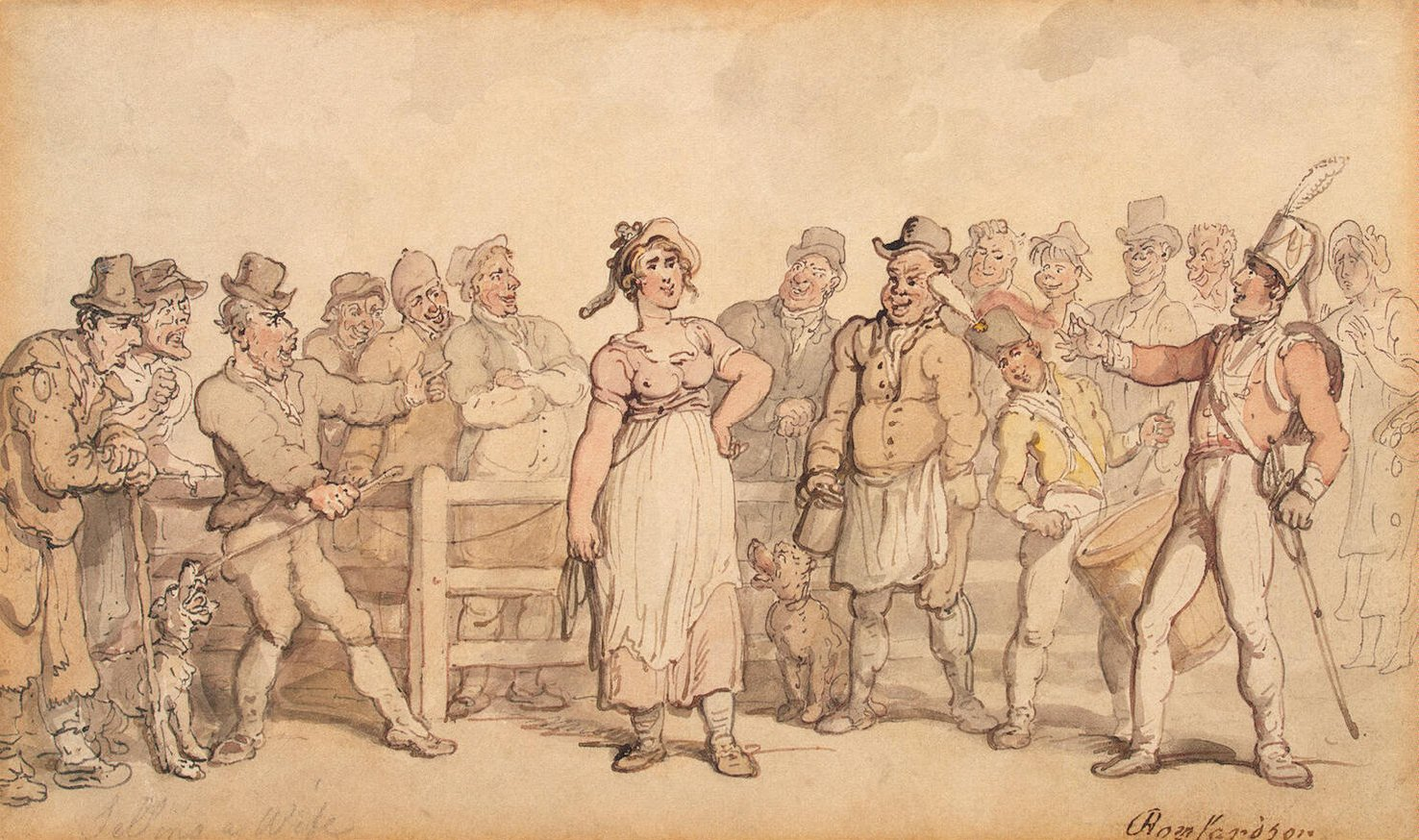
یک نقاشی از فروش همسر کشیده شده توسط توماس رولندسون 1812

فروش همسر (انگلیسی: Wife selling)، عملی است که در آن شوهر، زن خود را می‌فروشد و ممکن است شامل فروش زن توسط طرفین خارج از ازدواج نیز باشد. فروش همسر در طول تاریخ این عمل دارای اهداف متعددی بوده است. و در تمام منابع مرتبط با موضوع، اصطلاح «فروش همسر» تعریف نشده‌ است.
گاهی زوجه به عنوان طلاق توسط شوهر به شوهر جدید فروخته می‌شد که در این صورت گاهی زوجه می‌توانست انتخاب کند که چه کسی شوهر جدیدش باشد مشروط بر اینکه در مدت معینی انتخاب کند و به ویژه در صورت انتخاب زن. جوان و از نظر جنسی جذاب بود. در برخی جوامع، زن می‌توانست راه خود را برای خروج از ازدواج بخرد یا هر یک از زوجین می‌توانست این شکل از طلاق را آغاز کند. کاهش مسئولیت شوهر در قبال حمایت خانواده و بدهی‌های پیش از ازدواج یکی دیگر از دلایل فروش زن بود. گاهی اوقات مالیات با فروش زن و فرزند و پرداخت ارزش به عنوان مبلغ مورد نیاز پرداخت می‌شد، به‌ویژه زمانی که مالیات‌ها خیلی زیاد بود که امکان بقای اولیه را فراهم نمی‌کرد. قحطی منجر به گرسنگی دلیلی برای فروش بود. بدهی‌های قمار را می‌توان با فروش زن آزاد یا برده پرداخت کرد. یک جامعه ممکن است به زن اجازه ندهد حقوقی را که برای مرد در رابطه با فروش همسر محفوظ است، در نظر بگیرد و اگر شوهرش بخواهد او را بفروشد، جامعه ممکن است از هرگونه حقوقی محروم شود، حتی حق امتناع. طلاقی که با رضایت طرفین انجام می‌شد، اما گاهی بدون حسن نیت زوجه، باعث بطلان طلاق می‌شد و امکان فروختن او را فراهم می‌کرد. شوهر ممکن است زن خود را بفروشد و سپس برای جبران خیانت مرد جدید با زن به دادگاه مراجعه کند. طبق یک قانون، زنا به عنوان توجیهی برای شوهری که زنش را به صیغه می‌فروشد، در نظر گرفته شده بود.

## تاریخچه
رسم انگلیسی فروش همسر عمدتاً در اواخر قرن هفدهم آغاز شد، زمانی که طلاق برای همه غیر از افراد بسیار ثروتمند غیرممکن بود. در شکل تشریفاتی، پس از رژه همسرش با یک بند به دور گردن، بازو یا کمر او، شوهر او را به صورت علنی به بالاترین قیمت پیشنهادی حراج می‌کرد. اگرچه این عرف مبنای قانونی نداشت و به ویژه از اواسط قرن نوزدهم به بعد اغلب منجر به پیگرد قانونی می‌شد، اما نگرش مقامات مبهم بود. حداقل یکی از قاضی‌های اوایل قرن نوزدهم در گزارشی آمده‌است که معتقد نیست حق دارد از خرید و فروش همسر جلوگیری کند و مواردی وجود داشت که کمیسیون‌های ضعیف قانون محلی، شوهران را مجبور می‌کردند که همسرانشان را بفروشند، نه اینکه مجبور به حفظ حقوقشان شوند. خانواده در خانه‌های کار رسم انگلیسی فروش همسر در ولز، اسکاتلند، استرالیا، و ایالات متحده پیش از مرگ در اوایل قرن بیستم گسترش یافت.
در سال ۱۷۸۱، در کارولینای جنوبی، یک «قبض فروش» از «همسر و دارایی» برای «دو دلار و نیم دوجین کاسه گروگ»، خریدار «برای اینکه همسرم را برای آن بخواهد» همیشه و یک روز»، به گفته ریچارد بی. موریس، «در نوع خود بی نظیر است». به گفته موریس، «اگرچه در طول این اشغال نظامی [بریتانیایی] چارلستون،کارولینای جنوبی، اداره قانون در وضعیتی تا حدی نامنظم بود، نه در قانون عرفی و نه بر اساس قوانین ازدواج که در آن زمان در کارولینای جنوبی لازم الاجرا بود، فروش یک زن معتبر بوده‌است». موریس نوشت، این سند احتمالاً راهی برای «انحلال پیوند زناشویی» بوده‌ است، زیرا ایالت طلاق را ممنوع کرده است «و قوانین ازدواج کلیسای انگلستان به‌طور گسترده در میان سفیدپوستان فقیرتر و در کشور عقب‌نشینی نادیده گرفته می‌شد. در حالی که بعید بود که برای فروش یک برده سیاه‌پوست یا یک خدمتکار قراردادی باشد، اگرچه فروش یک زن هندی یا یک مزیزو، اگرچه بعید بود، اما غیرممکن نبود.
در فلوریدا، ظاهراً در قرن شانزدهم، به گفته یک «شاهد عینی» که نامش فاش نشده، در میان سرخپوستان فلوریدا، «حاکم قدرت دارد به کسانی که مایل به ازدواج هستند، زن بدهد یا به جای آن بفروشد».